# Cetomacrogol
Il cetomacrogol è un tensioattivo non ionico della famiglia dei glicoli polietilenici.
La sua formula chimica è CH3-(CH2)15-(O-CH2-CH2)n-OH.
Quando n=20, si chiama Brij 58. Quando n=10, si chiama Brij 56.
Esso si ottiene per condensazione dell'ossido di etilene con l'alcool cetilico o cetostearilico.

## Caratteristiche generali
Il prodotto è una massa cerosa ed untuosa con HLB = 15,7.
Una soluzione di cetomacrogol rimane incolore fino ad una concentrazione di 50 mg/L. Due soluzioni, in acqua, all'1% ed al 2% in volume di cetomacrogol sono rimaste limpide intorno ai 2-8 °C, ma l'addizione di sali, anche piccole quantità, può causarne la precipitazione.
Il cetomacrogol è solubile in alcol ma insolubile negli oli minerali e nel glicole propilenico. Le soluzioni sono ragionevolmente stabili a temperatura ambiente, un riscaldamento prolungato in presenza di ossigeno, può decomporre il prodotto.
Il prodotto, stoccato normalmente, ha una emivita di tre anni.

## Usi
Trova applicazione nella biochimica come agente emulsionante in emulsioni olio/acqua e acqua/olio, nonché per disperdere in acqua oli essenziali e vitamine liposolubili.